# 色彩平衡
在图形学中，色彩平衡是表示图像中颜色的动态范围的术语。在通常的美术作品中，画家可以选择彩色调色板来表达作品的感情。在图像处理领域，色彩平衡经常表示通过改变图像的颜色值从而能够在特定的显示或者打印设备上得到正确的颜色。
另外一个相关的图像处理过程是色彩映射，也就是将图像中每个像素的颜色值映射成旧的计算机显示器以及图像存储格式所用的 8 位 256 种颜色的格式。尽管人类的视觉系统能够分辨比照相机或者照片更多的颜色，但是图像中的细节部分仍然可以用调色板的色彩平衡来模拟。
一些方法使用直方图均衡化来实现色彩平衡。
色彩平衡通常是照相机的硬件或者软件的特性，也是 GIMP 以及 Photoshop 这样的图像处理软件的特性。
在声音感知中有一个类似的压缩方法，参见心理声学。